# 여자 19세
"여자 19세"는 한국에서 제작된 김수용 감독의 1964년 영화이다. 강신성일 등이 주연으로 출연하였고 백완 등이 제작에 참여하였다.

## 출연

### 주연
- 강신성일
- 엄앵란
- 문정숙
- 유재원

## 기타
- 조명: 손영철
- 미술: 박석인